# Oba Esigie
Oba Esigie war von 1504 bis 1550, nach anderen Quellen von 1520 bis 1550, der Oba, also Herrscher, des Königreichs von Benin, eines ehemals mächtigen Reiches, das sich im heutigen Nigeria befand. Künstlerische Arbeiten wie die Benin-Bronzen, die Esigie in Auftrag gegeben hatte, finden sich in wichtigen Museen wie etwa dem Metropolitan Museum of Art oder dem British Museum und sind Gegenstand von Restitutionsbemühungen.
Zum Zeitpunkt des Todes seines Vaters Oba Ozolua kontrollierte Esigie Benin, also die Hauptstadt des Reiches, während sein Halbbruder Arhuaran die etwa 25 Kilometer nordwestlich davon gelegene Stadt Udo beherrschte, die an Größe und Einfluss etwa vergleichbar war. Nach einem erbitterten Machtkampf mit Aruaran, den Esigie mit der starken Unterstützung durch seine Mutter Königin Idia führte, wurde Esigie Oba von Benin. Später wehrte er noch einen Angriff durch die benachbarten Igala ab (Idah-Krieg).
Auf Esigie geht die Tradition zurück, die Mutter des Königs mit dem Titel Iyoba auszustatten und ihr einen Palast in Uselu zur Verfügung zu stellen.